# Oinville-sur-Montcient
Oinville-sur-Montcient é uma comuna francesa na região administrativa da Île-de-France, no departamento de Yvelines. A comuna possui 1.131 habitantes segundo o censo de 1999.